# Céret de toros
Pour les articles homonymes, voir Céret (homonymie) et ADAC.

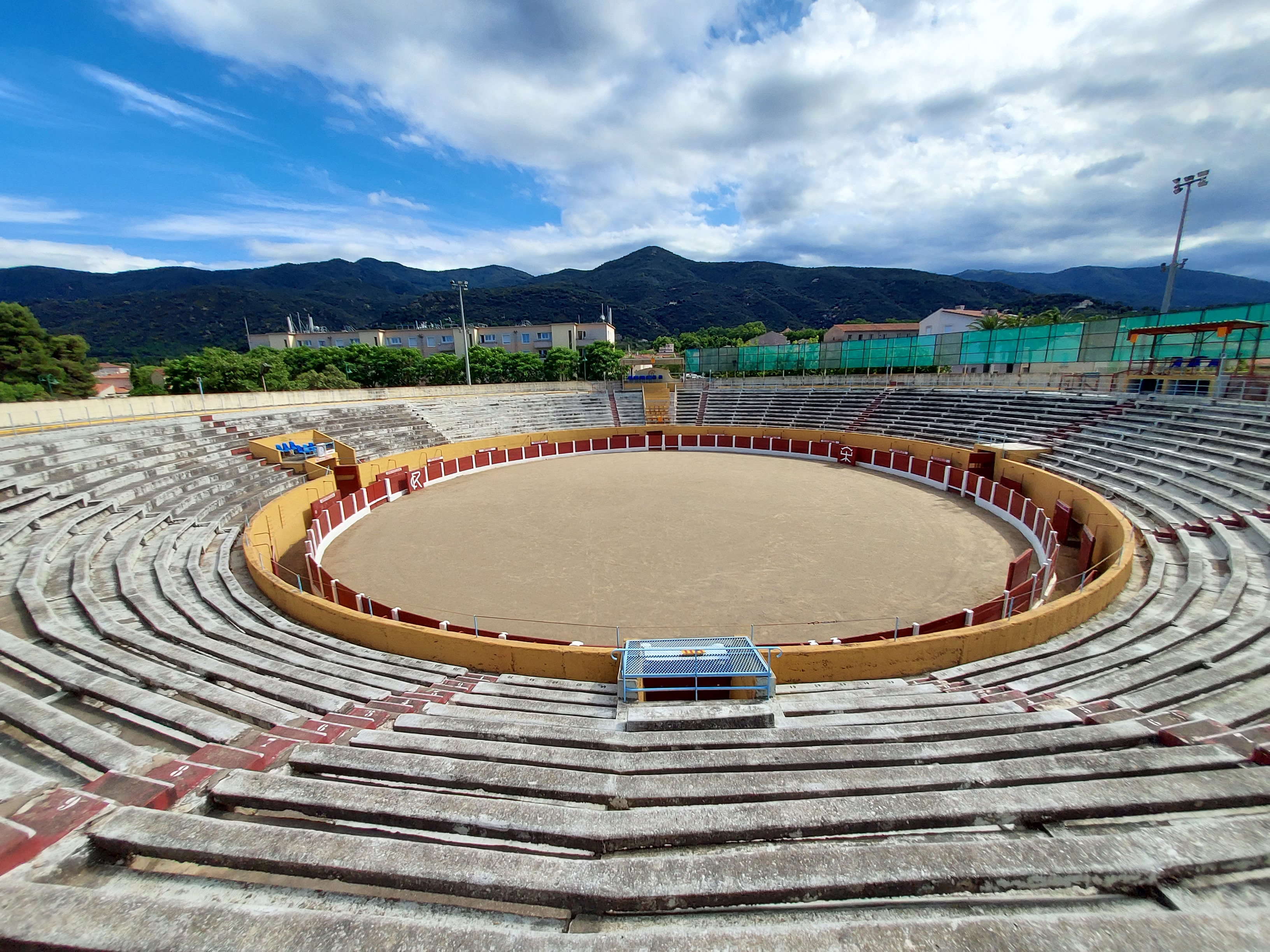
Les arènes de Céret.

Céret de Toros est une féria qui a lieu le deuxième week-end de juillet à Céret dans les Pyrénées-Orientales. L'évènement est organisé par l'association taurineADAC (Association des aficionados cérétans) depuis 1988. Les corridas sont orientées vers la mise en valeur des taureaux. Cette politique prend la forme d'une contestation de l'uniformisation des races de taureaux présentées par la recherche de taureaux de ganaderias alternatives. C'est également un important évènement politique et catalaniste.

## Origines

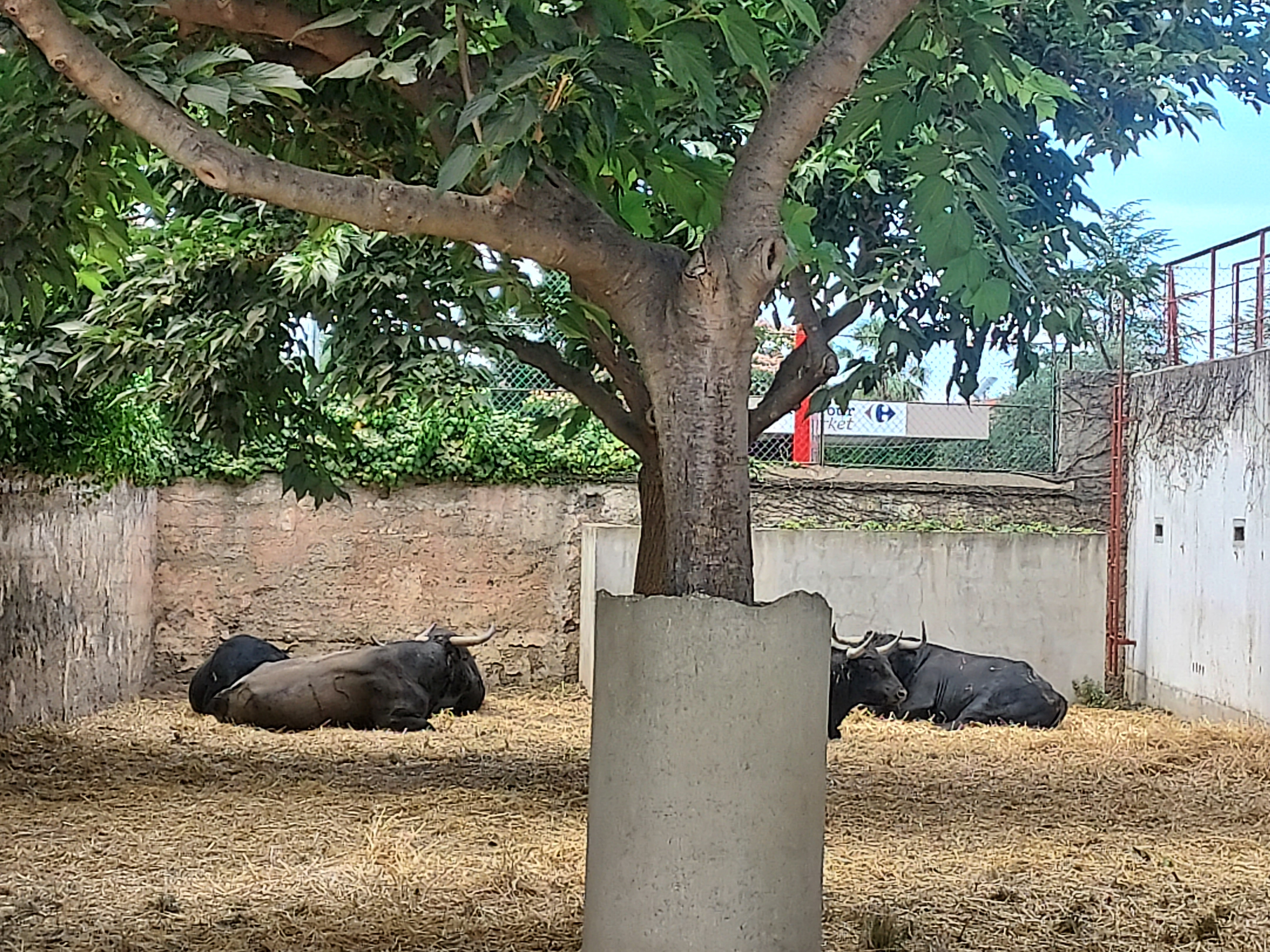
Taureaux de combat dans le toril des arènes de Céret.

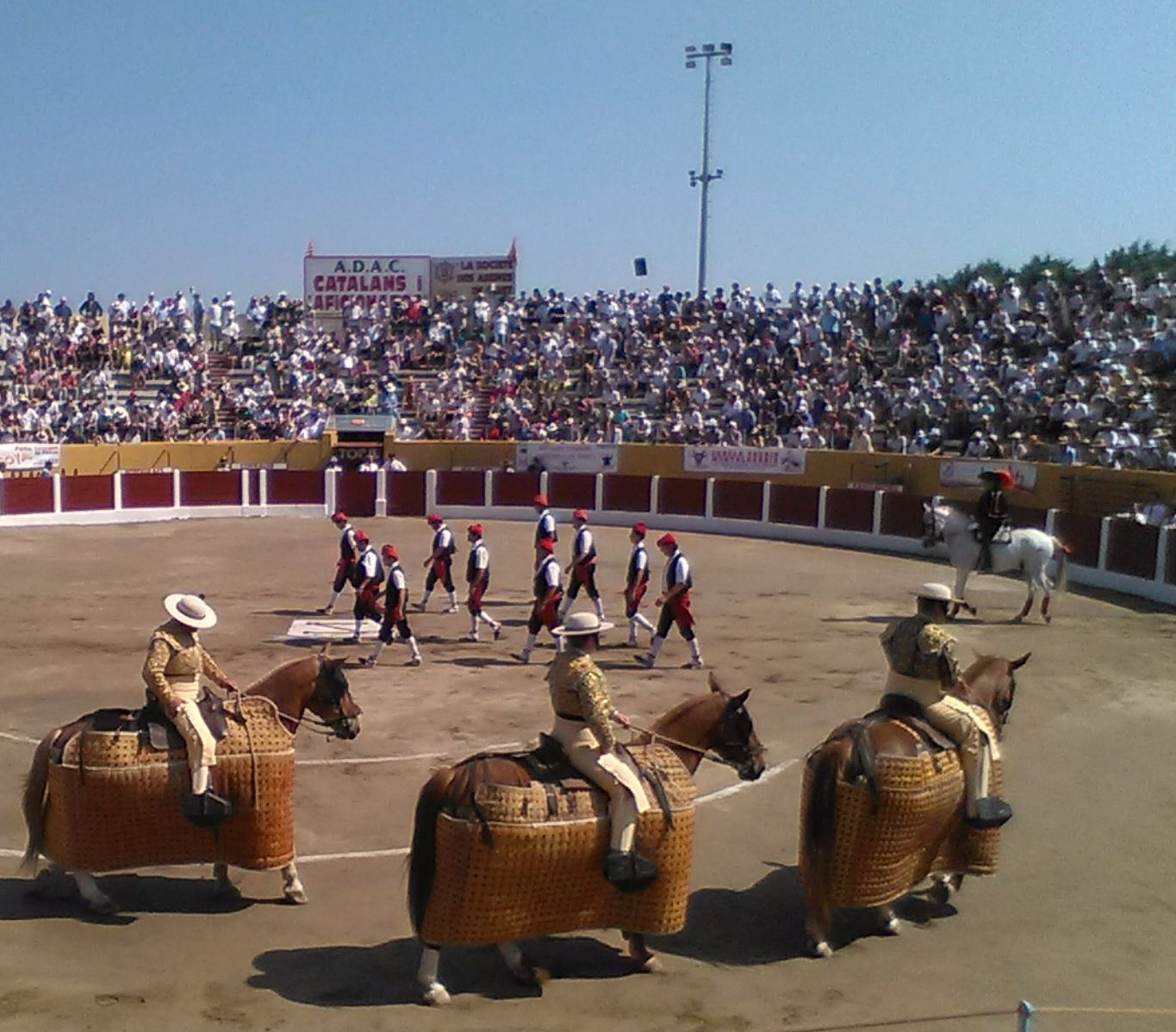
Paseo lors de « Céret de toros ».

Les arènes actuelles de Céret ont été inaugurées en 1922 mais la tradition taurine est présente dans le village depuis au moins 1577 sous la forme de courses de taureaux. La première corrida avec mise à mort à Céret a lieu en 1894. Chaque année, depuis 1988, l'ADAC, Association des aficionados cérétans, organise dans les arènes des corridas pendant la feria. Cette association est connue dans le monde taurin pour être torista, c'est-à-dire qui fait du taureau l'élément central de la corrida. La ville est membre du l'Union des villes taurines françaises. La feria a lieu le week-end le plus proche du 14 juillet.

## Orientation Torista
La politique torista de l'association conteste l'uniformisation des races de taureaux de combats. Les corridas de l'association se distinguent par la recherche de taureaux de ganaderias alternatives et des races de taureaux de combats en voie de disparition dont elle permet la survie. Au-delà de la presse spécialisée, cette politique ouvertement contestataire lui doit une renommée jusqu'au cœur de l'Espagne.

En septembre 1995, cette orientation a été saluée dans la presse française par Jacques Durand, chroniqueur taurin à Libération : 

« La note la plus démentielle sera donnée par l'énorme Cubatisto I, sorte d'éléphant manso, sorti en quatrième position, que le magnifique picador de Rafael Gonzalez, la frayeur du premier terrible choc passée, coursera autour de la piste pour tenter de le piquer.
Cubatisto venait heurter le cheval avec une brutalité de marteau-pilon, avant de s'enfuir aussi vite à l'autre bout de la piste et de se coller aux planches. A la cinquième rencontre, à la seule force de son cou, il soulèvera à un mètre de hauteur le cheval, le picador, le Vallespir, la gare de Perpignan et le département des Pyrénées-Orientales. »

## Implications politiques

### Catalanisme
Lors des corridas, l'Adac fait jouer le chant national catalan Els segadors et la sardane La Santa Espina. Ces deux chants patriotiques interdits sous le franquisme font de ces corridas un évènement politique catalaniste important,.
Lors de la lidia,la musique est jouée par une cobla. Le matador est accueilli avec une chirimía, le paso doble est interprété d'une manière très différente. On note qu'à Céret, le picador est ovationné.
Le préfet des Pyrénées-Orientales Hugues Bousiges assiste en 2008 à une corrida à Céret.

### Politique taurine catalane
L'ADAC représente également une opposition catalaniste à la politique taurine de la Généralité de Catalogne. C'est un positionnement important dans le débat anti-taurin en Catalogne qui démontre la compatibilité fondamentale du catalanisme avec les courses taurines. Après l'interdiction en Catalogne espagnole des courses taurines, l'ADAC est une des rares associations à organiser des corridas en Catalogne. La ville devient donc le lieu d'exils politiques symboliques, mais la politique de la Généralité suscite également des inquiétudes pour l'ADAC.

### Actions anti corrida
En juillet 2010, les corridas ont été troublées par l'action de militants anti-corrida qui sont entrés sur le ruedo.

## Prix et distinctions
- 1992 : Prix de l'A.N.D.A. Association Nationale Des Aficionados au meilleur lot de toros de la temporada française[16] ;

## Discographie
- 2006 : Album Céret de toros, par Pascal Comelade[17]